# Strongylida
Ordre
Les Strongylida (également appelés strongyles ou strongles) sont un ordre de nématodes, des vers non segmentés, recouverts d'une épaisse cuticule et menant une vie libre ou parasitaire.

## Liste des taxons de rang inférieur
Liste des super-familles selon World Register of Marine Species (23 mai 2021) :
- Metastrongyloidea Molin, 1861
- Trichostrongyloidea Leiper, 1912

Liste des familles selon GBIF (23 mai 2021) :
- Amidostomatidae
- Amidostomidae
- Ancylostomatidae
- Angiostrongylidae
- Chabertiidae
- Cloacinidae
- Cooperiidae
- Crenosomatidae
- Dictyocaulidae
- Filaroididae
- Globocephalidae
- Heligmonellidae
- Heligosomatidae
- Heligosomidae
- Herpetostrongylidae
- Metastrongylidae
- Molineidae
- Molineiidae
- Ollulanidae
- Ornithostrongylidae
- Pharyngostrongylidae
- Protostrongylidae
- Pseudaliidae
- Pseudallidae
- Skrjabingylidae
- Strongyidae
- Strongylacanthidae
- Strongylidae
- Syngamidae
- Trichostrongylidae
- Uncinariidae
- Vianaiidae
- Viannaiidae